# اچ‌ام‌اس کوبهام (ام۲۶۱۸)
اچ‌ام‌اس کوبهام (ام۲۶۱۸) (به انگلیسی: HMS Cobham (M2618)) یک کشتی بود که طول آن ۱۰۰ فوت (۳۰ متر) بود. این کشتی در سال ۱۹۵۳ ساخته شد.